# Космос-2390
Космос-2390 је један од преко 2400 совјетских вјештачких сателита лансираних у оквиру програма Космос.
Космос-2390 је лансиран са космодрома Плесецк, Русија, 8. јула 2002. Ракета-носач Космос је поставила сателит у орбиту око планете Земље. 